# قطعة كوسو الأثرية

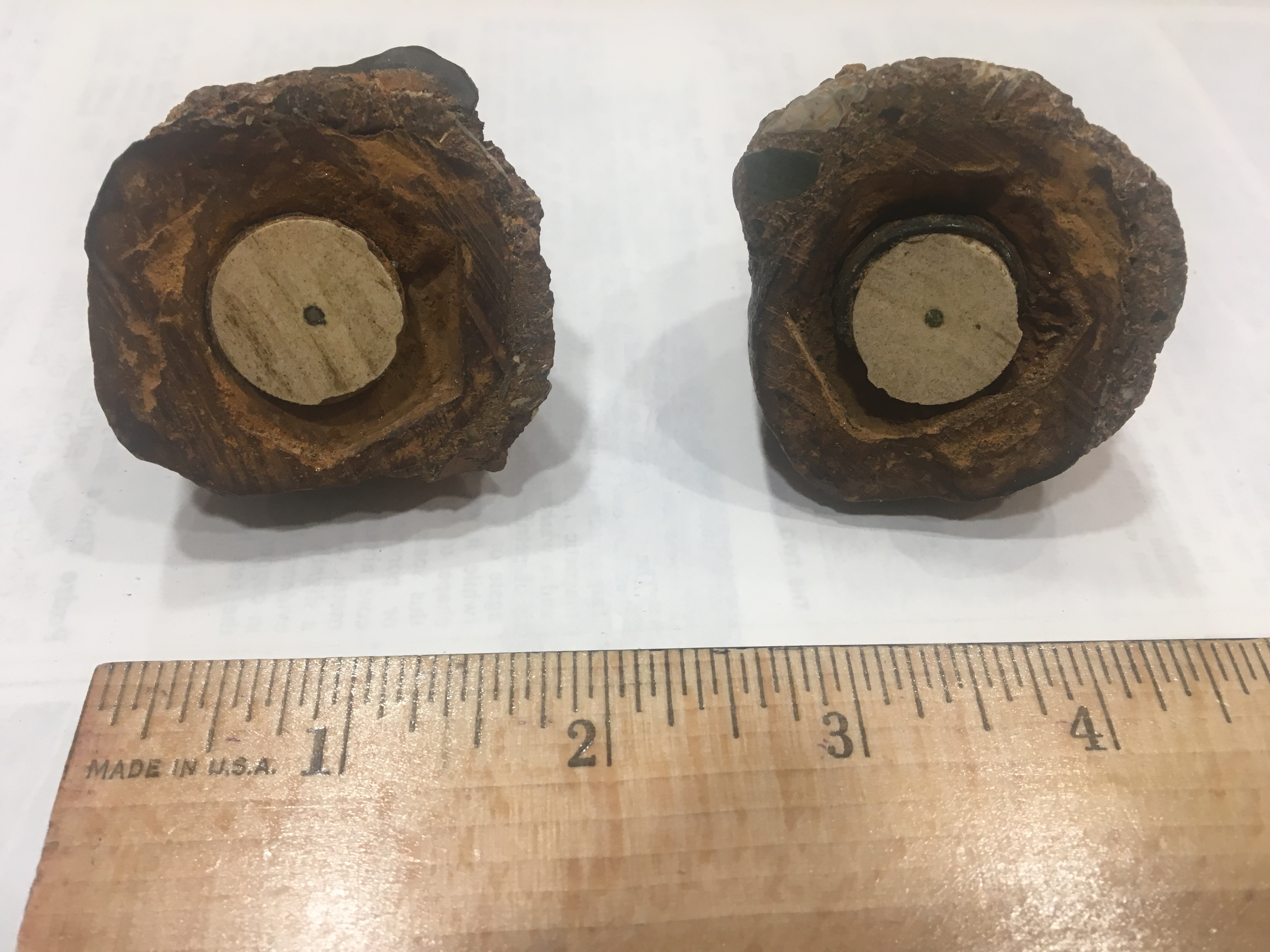
قطعة أثرية من كوسو في عام 2018

قطعة كوسو هي جسم زُعم زورًا من قبل مكتشفيها أنها شمعة إشعال مغلقة في بجيود . اكتُشفت في 13 فبراير 1961، من قبل والاس لين، وفيرجينيا ماكسي، ومايك مايكسيل أثناء بحثهم بالتنقيب عن الجيود بالقرب من بلدة أولانشا، كاليفورنيا ، وقد تم الترويج لها منذ فترة طويلة كمثال على قطعة أثرية خارج سياقها الزمني. تم تحديد القطعة الأثرية على أنها شمعة احتراق من طراز Champion تعود إلى عشرينيات القرن العشرين محاطة بطبقة من التكتل .
شمعة إشعال مغلفة في "جيود" عمره 500 ألف عام ستكون شذوذًا علميًا وتاريخيًا كبيرًا، إذ إن شمعات الإشعال اختُرعت في القرن التاسع عشر. المادة الحجرية التي تحتوي على القطعة ليست من نودولًا بل هي عبارة عن تكتل يمكن تفسيره من خلال العمليات الطبيعية التي يمكن أن تحدث على مدى عقود أو سنوات، وليس آلاف السنين.

## اكتشاف
بعد جمع القطعة، أتلف مايكسيل شفرة ماسية أثناء قطعه للتكوين الحجري واكتشف الجسم. وُصف الجسم بأنه أسطوانة من الخزف تحتوي على محور معدني لامع بقطر مليمترين، وكشفت الاختبارات لاحقًا أن المحور مغناطيسي.  في رسالة إلى مجلة Desert Magazine of Outdoor Southwest ، ذكر أحد القراء أن أحد الجيولوجيًا مدربًا قدّر عمر العقيدة بما لا يقل عن 500000 عام. لم يتم توضيح هوية الجيولوجي أو وسائل التأريخ المستخدمة، ولم تُنشر النتائج في أي دورية معروفة.  علاوة على ذلك، لم تكن هناك طريقة لتحديد تاريخ التكوين في وقت اكتشاف القطعة الأثرية.  توجد أمثلة على تراكمات تحيط بقطع الأثرية المصنوعة من الحديد أو الفولاذ ، وقد ناقش JM Cronyn بعضًا منها. 

## النقد والتحليل
توجد عدة نظريات زائفة حول أصل القطعة الأثرية، من بينها:
- حضارة قديمة متقدمة (مثل أطلانطس )؛
- رواد الفضاء القدماء ما قبل التاريخ؛
- مسافرون عبر الزمن من البشر من المستقبل يتركون أو يفقدون القطعة الأثرية أثناء زيارة للماضي.

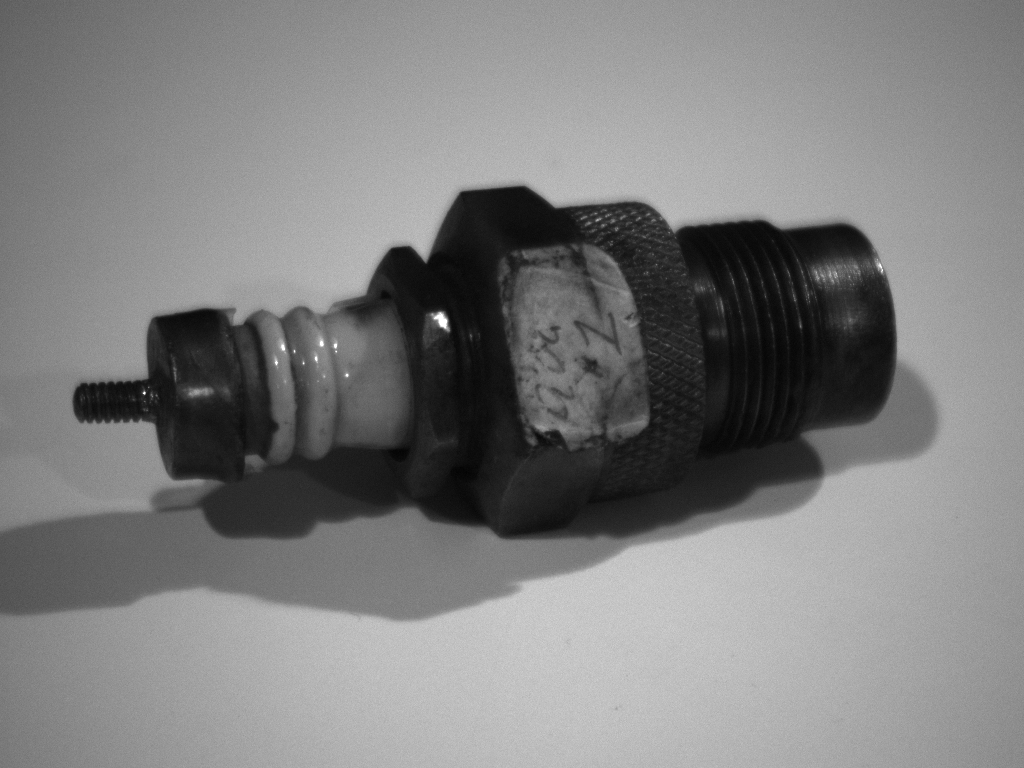
مثال على شمعة احتراق سيارة Champion من عشرينيات القرن العشرين

تحقيق أجراه بيير سترومبرج وبول هاينريش، باستخدام أشعة سينية للجسم،  وبمساعدة أعضاء من جمعية جامعي شمعات الإشعال الأمريكية، حدّد القطعة الأثرية على أنها شمعة إشعال من طراز Champion تعود إلى عشرينيات القرن العشرين، وكانت تُستخدم على نطاق واسع في محركات فورد موديل T وموديل A. وقد وافق رئيس الجمعية SPCOA تشاد ويندهام وجامعون آخرون على هذا التقييم.
كشف تحقيق أجراه سترومبرج وهينريش باستخدام أشعة سينية للجسم أصبحت محاطة بطبقة من الحديد المشتق من شمعة الإشعال الصدئة . تتشكل قطع الحديد والصلب بسرعة تكتلات أكسيد الحديد عندما تصدأ في الأرض. 
في 12 أبريل 2018، تواصلت عائلة أحد المكتشفين للقطعة الأثرية بسترومبيرج. وعندما عُرضت عليه لفحص القطعة الأثرية ماديًا، وافق ورتب أيضًا بترتيب فحص القطعة الأثرية بواسطة جيولوجي من قسم علوم الأرض والفضاء بجامعة واشنطن . وأكدت عمليات التفتيش الاستنتاج السابق بأن القطعة الأثرية كانت شمعة احتراق من طراز Champion تعود إلى عشرينيات القرن العشرين.
تم الادعاء بوجود أصداف متحجرة على سطح "يعود تاريخها إلى 500 ألف عام"، لكن الجيولوجي من جامعة واشنطن لم يجد أي دليل يدعم هذا الادعاء. وهذا يثير التساؤل حول "مؤهلات وكفاءة الجيولوجي المزعوم الأصلي في عام 1961". السبب وراء الشهرة التي اكتسبتها القطعة الأثرية هو بسبب ادعاء القشرة. اعتبارًا من 2019 ، توجد القطعة الأثرية في مركز العلوم في المحيط الهادئ في سياتل، حيث يتم عرضها في معرض يسمى "ما هو الواقع؟" 

## قراءة إضافية
- Andrew O'Hehir (31 أغسطس 2005). "Archaeology from the dark side". Salon. مؤرشف من الأصل في 2024-12-14.